# OSIRIS-Multirisques
OSIRIS-Multirisques est un logiciel de préparation et de gestion de crises majeures naturelles (inondation, mouvement de terrain, avalanche, tempête, feu de forêts, séisme, ...) et technologiques (TMD, Seveso, rupture de barrage, ...). Un module cartographique et des interfaces simples permettent la capitalisation et la mise à jour des connaissances et données sur les risques.
La méthode et l'outil associé sont utilisés par des communes de toute taille pour élaborer et maintenir un Plan Communal de Sauvegarde (PCS), conforme aux recommandations du guide du ministère de l'Intérieur : 
- description des risques
- définition des scénarios types
- identification des enjeux et description de leur vulnérabilité
- identification des plans d'intervention et des procédures
- description organisationnelle des moyens humains et matériels

OSIRIS-Multirisques est basé sur les travaux de recherche issus du projet de recherche OSIRIS. Il est développé par le Centre d'Études Techniques Maritimes et Fluviales (Ministère de l'Écologie) et la société DeltaCAD ,,.